# Vérificateur général de l'Ontario
Le rôle du vérificateur général de l'Ontario est d'aider à la reddition de comptes en effectuant des vérifications indépendantes des opérations du gouvernement provincial de l' Ontario. Il a pour mission de pour mission de favoriser le contrôle parlementaire sur les fonds et autres biens publics. Le bureau a été créé en 1869. L'actuelle vérificatrice générale de l'Ontario est Bonnie Lysyk. 
Le vérificateur général est nommé par l'Assemblée législative de l'Ontario pour un mandat de 10 ans. La révocation du vérificateur général nécessite l'approbation de l'Assemblée législative. 

## Histoire
Le bureau du vérificateur a été créé en 1869. 
Avant 1886, le bureau du vérificateur était un auxiliaire du Département du Trésor. Depuis l'adoption de la loi sur la vérification de 1886, le bureau est devenu (après la loi sur la vérification de 1950) un organisme provincial indépendant. Avec l'adoption de la Loi sur la vérification de 1978, le vérificateur général ne soumet plus ses conclusions au cabinet provincial, mais au président de l'Assemblée législative de l'Ontario (et fait ainsi rapport à l'Assemblée législative). 
À la suite de l'abolition du Bureau du commissaire à l'environnement de l'Ontario par le gouvernement provincial du premier ministre Doug Ford en 2019, les responsabilités relatives à l'application et à l'administration de la Charte des droits environnementaux ont été transférées au bureau du vérificateur général. 
Le bureau est basé à Toronto, en Ontario. Les vérificateurs généraux les plus récents sont des comptables agréés de profession, mais les premiers nommés n'avaient pas nécessairement d'expérience en comptabilité ou en vérification. 

## Liste des vérificateurs généraux de l'Ontario / vérificateurs provinciaux
- William Cayley 1869-1878 - vérificateur provincial non officiel; avocat et inspecteur général des comptes du Haut-Canada
- Charles Sproule 1878-1905 - premier auditeur provincial officiel; a travaillé comme commis et comptable à la Direction générale de la vérification
- James Clancy 1905-1920
- Gordon Brown 1920-1938
- Harvey Cotnam 1938-1963 - premier vérificateur ayant une formation en comptabilité
- George Spence 1963-1973
- William Groom  1973
- Norman Scott 1974-1981
- Douglas Archer 1982-1991
- Jim Otterman1992-1993
- Erik Peters  1993-2003
- Jim McCarter 2003-2013
- Bonnie Lysyk,  2013-présent

### Vérificateur général des brevets fonciers
Un bureau distinct créé en 1791 pour assurer le processus d'octroi de brevets fonciers dans le Haut-Canada respectait les lois d'autres bureaux et ministères (à savoir le secrétaire provincial / registraire ou le procureur général). Le poste a été supprimé en 1835 et ses responsabilités ont été transférées au Bureau du Conseil exécutif (transféré plus tard à l'Assemblée législative). 
Titulaires de la charge: 
- Peter Russell 1791-1808
- William Hallan 1808
- Prideaux Selby 1809-1813
- John McGill 1813-1818
- Stephen Heward 1818-1828
- D'Arcy Boulton 1828-1835